# Saltazionismo
L'evoluzione per salti, definita anche saltazionismo o mutazionismo, è un modello scientifico sviluppato nell'ambito della teoria dell'evoluzione delle specie per selezione naturale, elaborato dal citologo botanico olandese Hugo de Vries il quale, studiando alcuni organismi vegetali, osservò la presenza di numerose variazioni rispetto alla forma normale, alle quali diede il nome di "mutazioni". In seguito questo modello venne ripreso e rivisitato anche dal biologo e matematico D'Arcy Wentworth Thompson e dal genetista Richard Goldschmidt.
Questo modello scientifico fu elaborato in un periodo in cui il darwinismo classico incontrava alcune difficoltà per effetto della riscoperta delle leggi di Mendel. L'evoluzione per salti riteneva che l'evoluzione delle specie non fosse sempre graduale, ma che potesse subire dei salti improvvisi. Con il termine salti improvvisi si riteneva che le nuove specie comparissero improvvisamente, senza passare per forme intermedie od organismi di transizione, pertanto le nuove specie sarebbero vissute accanto alla specie principale senza sostituirla e solo le variazioni di grande ampiezza sarebbero in grado di produrre le nuove specie. La selezione naturale, in questo modello, avrebbe solo il compito di eliminare le mutazioni dannose, tale teoria si contrappose pertanto al gradualismo filetico, in particolar modo riguardo all'evoluzione di nuove specie vegetali.
Il superamento di tali contrasti ha portato alla formulazione del neodarwinismo.
Secondo la teoria dell'evoluzione per salti la formazione d'una nuova specie può avvenire in un periodo di tempo molto breve, secondo alcuni qualche generazione, secondo altri anche solo una generazione.
Per i saltazionisti le macromutazioni hanno un ruolo molto importante nella speciazione in quanto consideravano ininfluenti le normali mutazioni al fine di formare una nuova specie.

## Gli equilibri punteggiati e il saltazionismo
La teoria degli equilibri punteggiati, contrapponendosi al gradualismo filetico nella sua accezione di costante, è considerata dalla comunità scientifica come una teoria sostanzialmente identica al gradualismo filetico del neodarwinismo (la teoria evoluzionistica attualmente più accreditata in campo scientifico), mentre il saltazionismo trova applicazione scientifica riguardo alla spiegazione delle speciazioni simpatriche istantanee.

## Eccezioni: geni Hox e poliploidie
Le teorie saltazioniste sono considerate valide solo in alcune rare eccezioni:
- Poliploidia

Speciazione per poliploidia 2n diploide 4n tetraploide

Un caso particolare viene definito speciazione simpatrica istantanea (speciazione nello stesso ambiente in una sola generazione) si ottiene quando durante la meiosi si verifica una non-disgiunzione del corredo cromosomico dell'organismo, pertanto i gameti anziché possedere metà corredo cromosomico possiedono un intero corredo cromosomico (2n), se tali gameti si fecondano l'uno con l'altro daranno origine ad un individuo con quattro corredi di cromosomi (tetraploide, 4n), se uno di questi gameti feconda un gamete normale si avrà un individuo con tre corredi cromosomici (triploide, 3n); Alcune specie vegetali, nel corso della storia evolutiva, hanno raddoppiato il loro corredo cromosomico formando così una nuova specie; per esempio: il grano tenero Triticum aestivum ha 42 cromosomi, cioè tre volte (triploide, 3n) il numero di cromosomi delle specie di grano ancestrali, queste mutazioni si osservano in molte specie vegetali coltivate dall'uomo, poiché spesso questi organismi poliploidi producono frutti più grossi (quindi sono privilegiate dalla selezione artificiale attuata dagli uomini) e sono più delicate (quindi protette dagli agricoltori evitano di estinguersi come in natura). Negli animali tuttavia tale fenomeno è molto raro perché danneggia la modulazione dei geni dose dipendenti; Come per esempio i cromosomi sessuali, molti geni per poter dare una corretta espressione debbono essere presenti in un certo numero di copie e la presenza di copie aggiuntive di tali cromosomi (che sono i portatori dei geni) generalmente risulta letale per l'organismo animale in fasi precoci dello sviluppo; ciò nonostante sono stati ritrovati esempi di speciazione simpatrica istantanea in ermafroditi quali lumache e lombrichi. Tuttavia questa modalità di speciazione, essendo quasi esclusiva di angiosperme ed ermafroditi, è ritenuta essere un'eccezione alla norma.
- Macromutazioni e geni Hox

I geni Hox sono dei moduli genetici che regolano lo sviluppo embrionale degli organismi viventi. Ogni organismo utilizza questi moduli come "attrezzi" al fine di costruire la propria forma corporea (fenotipo). Per esempio: Antennapedia è un modulo Hox che controlla il posizionamento delle zampe durante lo sviluppo embrionale dell'insetto Drosophila melanogaster, mutazioni indotte hanno provocato la sua espressione ectopica, cioè l'espressione di questo modulo, durante lo sviluppo embrionale, in una regione anatomica diversa dal normale, ciò porta alla formazione di zampe fuori posto. Le mutazioni dei geni Hox sono considerate importanti per la storia evolutiva degli animali; per esempio: se una libellula (Odonata), mediante la mutazione di ultrabithorax (altro gene Hox la cui mutazione può trasformare il terzo segmento toracico degli insetti in un secondo segmento toracico dotato di ali anziché di bilancieri), andasse incontro alla formazione di bilancieri, anziché del secondo paio di ali, si trasformerebbe in un insetto maggiormente simile ad un dittero (Diptera).
Tuttavia si ritiene che affinché mutazioni degli Hox possano stabilizzarsi all'interno della popolazione e propagarsi nel pool genico siano necessari centinaia di migliaia di anni e non poche od una generazione come inizialmente supposto dal saltazionismo. Il genetista tedesco Günter Theißen ha classificato alcuni mutanti omeotici come "mostri di belle speranze" (hopeful monsters) secondo Goldtschmidt.